# 代ゼミのセンター照準シリーズ 英語編
代ゼミのセンター照準シリーズ 英語編（よゼミのセンターしょうじゅんシリーズ えいごへん）は、2007年にアスクから発売されたニンテンドーDS用ソフトウェア。

## 概要
代々木ゼミナール監修、センター試験の英語対策のソフトウェア。
センター試験の過去問と模擬試験の問題が収録されている。